# The Whole of the Law
The Whole of the Law è il nono album in studio del gruppo extreme metal britannico Anaal Nathrakh, pubblicato nel 2016.

## Tracce
1. The Nameless Dread – 1:12
2. Depravity Favours the Bold – 3:07
3. Hold Your Children Close and Pray for Oblivion – 3:35
4. We Will Fucking Kill You – 3:54
5. ...So We Can Die Happy – 4:06
6. In Flagrante Delicto – 3:38
7. And You Will Beg for Our Secrets – 3:21
8. Extravaganza! – 4:13
9. On Being a Slave – 5:40
10. The Great Spectator – 3:45
11. Of Horror, and the Black Shawls – 5:41

## Formazione

### Gruppo
- Dave Hunt (aka V.I.T.R.I.O.L.) – voce
- Mick Kenney (aka Irrumator) – chitarra, basso, programmazioni, produzione